# Capellina
Capellina es un tipo de casco utilizado en la Edad Media. 
Se cita en la Crónica de España y en la de Alfonso XI. Según Clonard era de figura de medio limón rodeado de una visera de filo cortante. No se confunda por lo parecido con capellar, que era un manto morisco para el juego de las cañas. 

## Galería de ejemplos

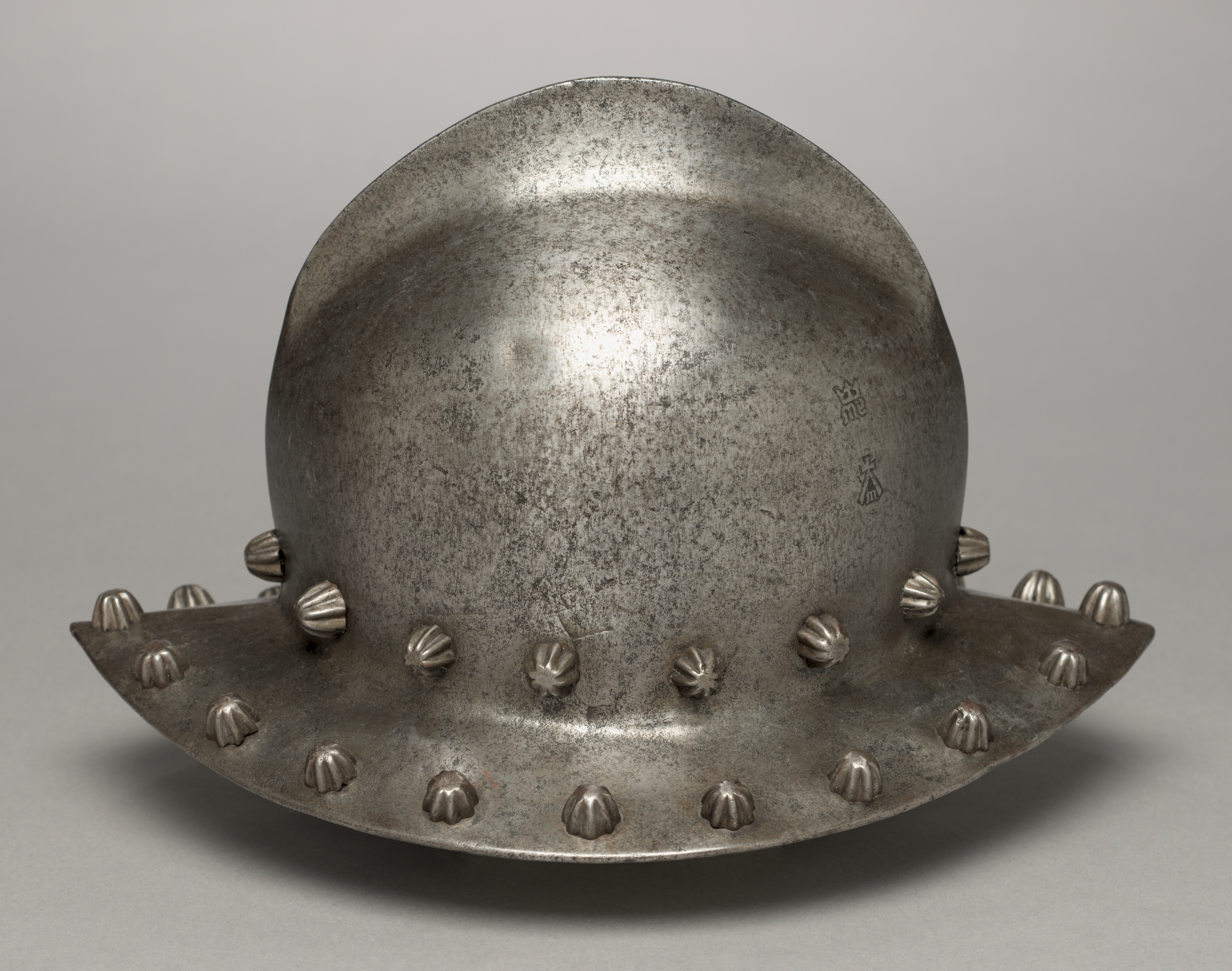
Capellina italiano del último cuarto del siglo XV, Museo de Arte de Cleveland.
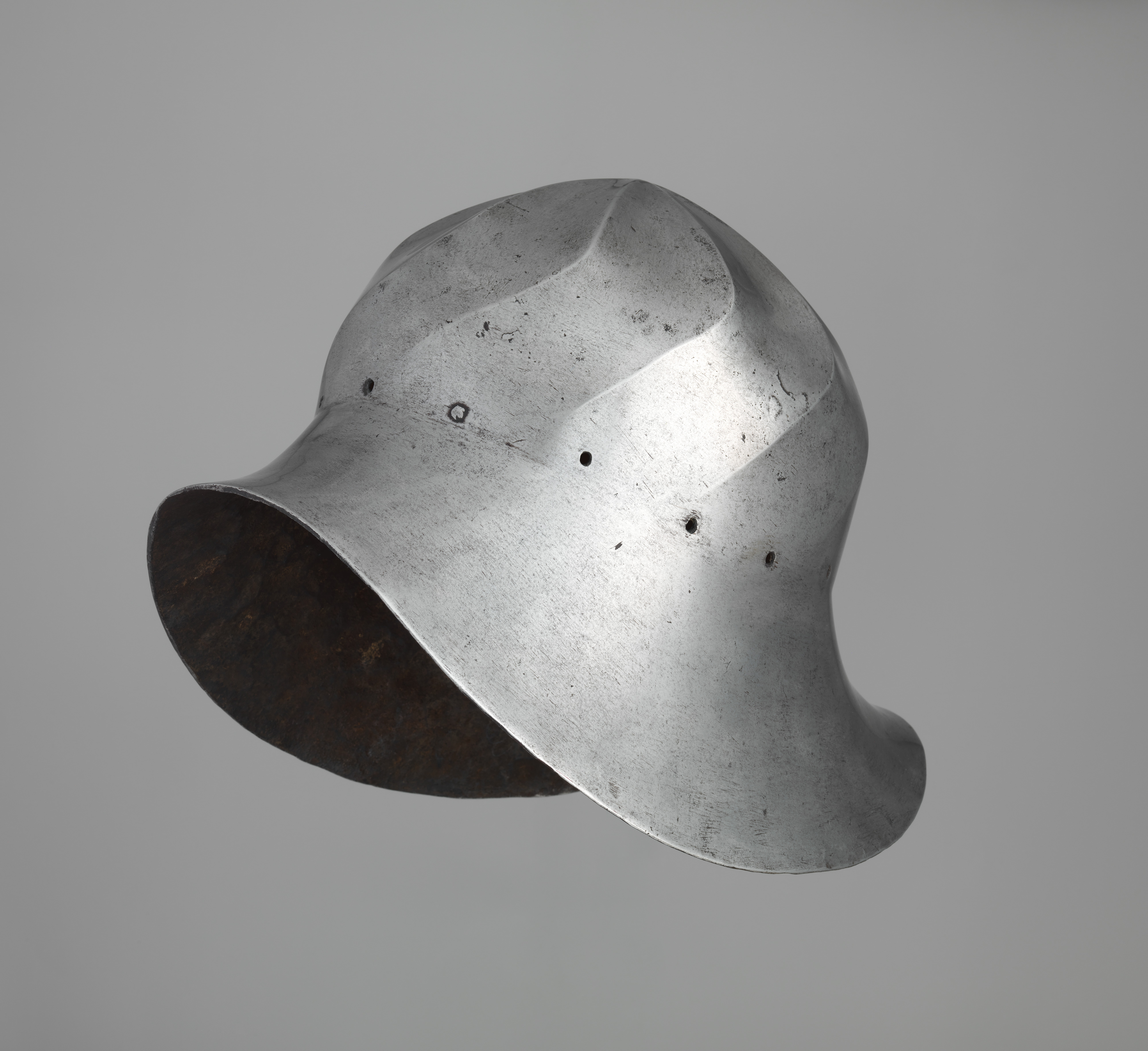
Capellina de Países Bajos/Borgoña con una calavera estriada, 1475, Museo Metropolitano de Arte.
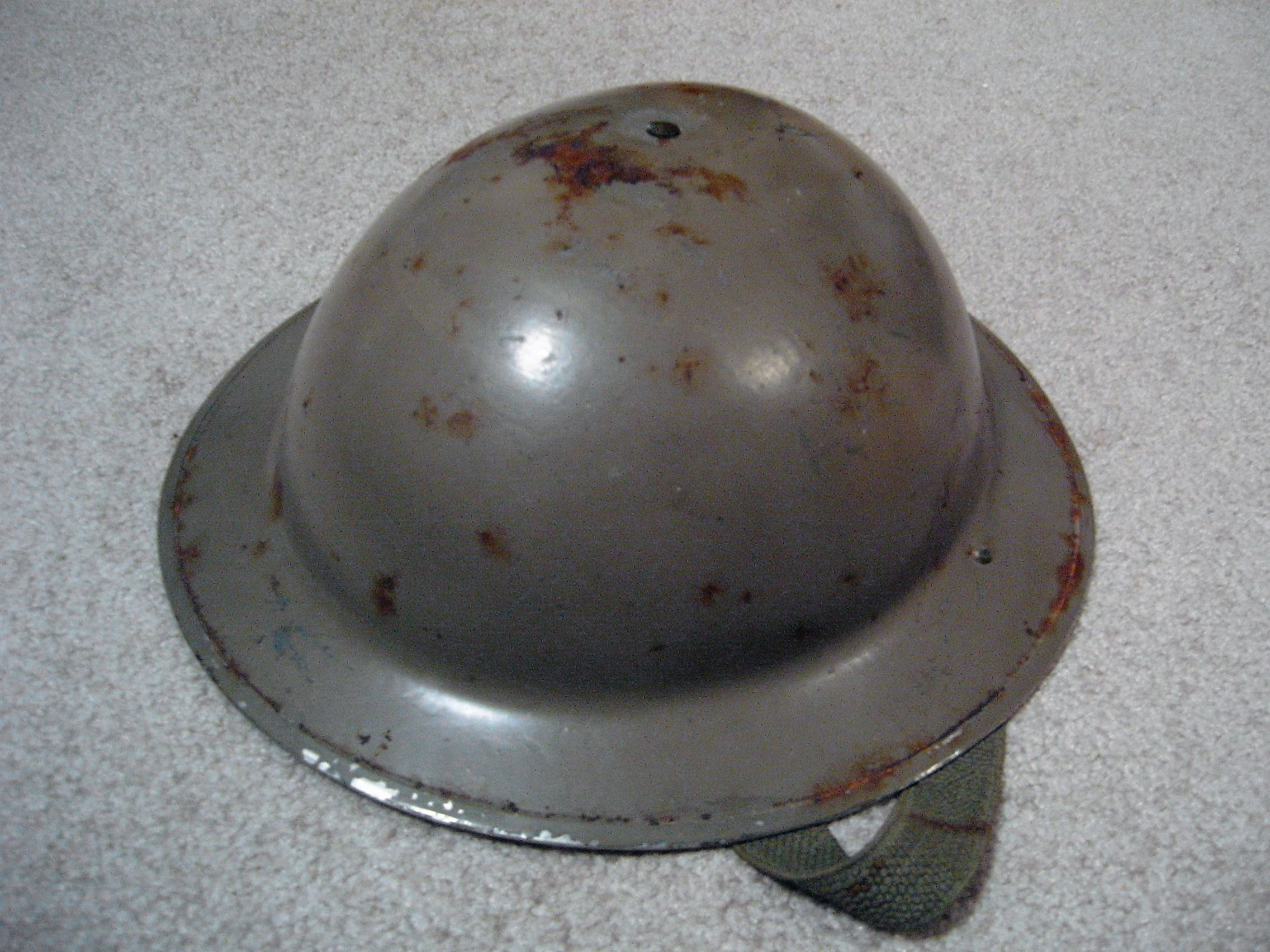
Un casco Brodie de acero británico Mark II emitido en la Segunda Guerra Mundial.